# Lyra Mundi
A Lyra Mundi az Európa Könyvkiadó jelenleg is futó világirodalmi sorozata, amiben a világirodalom klasszikus és modern költőinek verseit adják ki. 1972 óta jelenik meg, a legkiválóbb magyar műfordítók tolmácsolásában.

## A Lyra Mundi teljes sorozata, kiadási sorrendben
- Robert Burns: Robert Burns versei, 1972
- Szergej Alekszandrovics Jeszenyin: Szergej Jeszenyin versei, 1972
- Johann Wolfgang von Goethe: Goethe versei, 1972
- Charles Baudelaire: Charles Baudelaire versei, 1973
- Percy Bysshe Shelley: Shelley versei, 1973
- Vlagyimir Vlagyimirovics Majakovszkij: Majakovszkij versei, 1973
- Mihai Eminescu: Mihai Eminescu versei, 1974
- Francesco Petrarca: Francesco Petrarca daloskönyve, 1974
- Edgar Allan Poe: Poe versei, 1974
- Si King: (Dalok könyve), 1974
- Alekszandr Szergejevics Puskin: Puskin versei, 1974
- Paul Verlaine: Paul Verlaine versei, 1974
- John Keats: John Keats versei, 1975
- France Prešeren: France Prešeren versei, 1975
- Federico García Lorca: Federico García Lorca versei, 1975
- Avetik Iszahakjan: Avetik Iszahakjan versei, 1975
- Victor Hugo: Victor Hugo versei, 1975
- Konsztandínosz Kaváfisz: Kavafisz versei, 1975
- Juliusz Słowacki: Słowacki versei, 1976
- Bertolt Brecht: Bertolt Brecht versei, 1976
- Li Taj-Po, Tu Fu, Po Csü-ji: Li Taj-Po, Tu Fu, Po Csü-ji versei, 1976
- Paul Éluard: Éluard versei, 1977
- Friedrich Schiller: Schiller versei, 1977
- Alekszandr Alekszandrovics Blok: Alekszandr Blok versei, 1977
- William Blake: William Blake versei, 1977
- Thomas Stearns Eliot: T. S. Eliot versei, 1978
- Jules Supervielle: Jules Supervielle versei, 1978
- Johannes Robert Becher: Johannes R. Becher versei, 1978
- Heinrich Heine: Heinrich Heine versei, 1978 (Újabb kiadás a sorozatban: 1993)
- Caius Valerius Catullus: Catullus versei, 1978
- Anna Andrejevna Ahmatova: Anna Ahmatova versei, 1978
- Borisz Leonyidovics Paszternak: Borisz Paszternak versei, 1979
- Nikolaus Lenau: Nikolaus Lenau versei, 1979
- Lucian Blaga: Lucian Blaga versei, 1979
- Dylan Thomas: Dylan Thomas versei, 1979
- Mikołaj Rej, Jan Kochanowski, Mikołaj Sęp Szarzyński: Rej, Kochanowski, Sęp Szarzyński versei, 1980
- Mihail Jurjevics Lermontov: Mihail Lermontov versei, 1980
- Guillaume Apollinaire: Apollinaire versei, 1980
- Friedrich Hölderlin: Friedrich Hölderlin versei, 1980
- Arthur Rimbaud: Rimbaud versei, 1981
- Stefan George, Hugo von Hofmannsthal: Stefan George és Hugo von Hofmannsthal versei, 1981
- Robert Browning: Robert Browning versei, 1981
- Cyprian Kamil Norwid: Cyprian Norwid versei, 1982
- William Wordsworth, Samuel Taylor Coleridge: Wordsworth és Coleridge versei, 1982
- François Villon: François Villon versei, 1983
- Rainer Maria Rilke: Rilke versei, 1983
- Vítězslav Nezval: Vítězslav Nezval versei, 1983
- Louis Aragon: Louis Aragon versei, 1984
- Francis Jammes: Francis Jammes versei, 1984
- Tarasz Hrihorovics Sevcsenko: Tarasz Sevcsenko versei, 1984
- Novalis és a német romantika költői, 1985
- Thomas Hardy, Gerard Manley Hopkins: Thomas Hardy és Gerard Manley Hopkins versei, 1985
- Quintus Horatius Flaccus: Ódák, 1985
- Fjodor Ivanovics Tyutcsev, Afanaszij Afanaszjevics Fet, Ivan Alekszejevics Bunyin: Fjodor Tyutcsev, Afanaszij Fet, Ivan Bunyin versei, 1986
- Theodor Storm, Gottfried Keller, Conrad Ferdinand Meyer: Theodor Storm, Gottfried Keller és Conrad Ferdinand Meyer versei, 1986
- Ronsard és a francia reneszánsz költői, 1986
- Pablo Neruda: Pablo Neruda versei, 1986
- Algernon Charles Swinburne, Oscar Wilde: Algernon Charles Swinburne és Oscar Wilde versei, 1987
- Emily Brontë: Emily Brontë versei, 1988
- Robert Frost: Robert Frost versei, 1988
- František Halas: František Halas versei, 1988
- Szanszkrit líra, 1988
- Lautréamont: Maldoror énekei, 1988
- Emily Dickinson: Emily Dickinson versei, 1989
- Donne, Milton és az angol barokk költői, 1989
- A francia romantika költői (Lamartine, Vigny, Nerval, Musset), 1989
- Friedrich Nietzsche: Friedrich Nietzsche versei, 1989
- Stéphane Mallarmé, Paul Valéry: Mallarmé és Valéry versei, 1990
- Gottfried Benn: Gottfried Benn versei, 1991
- Walt Whitman: Walt Whitman versei / Fűszálak, 1992
- William Butler Yeats: William Butler Yeats versei, 2000
- Sylvia Plath: Sylvia Plath versei, 2002
- Marina Ivanovna Cvetajeva: Marina Cvetajeva versei, 2007
- Omar Khajjám: 293 Rubáí, 2008
- Macuo Basó: 333 haiku, 2009
- Eugenio Montale: Eugenio Montale versei, 2014